# Cymatura nigra
Cymatura nigra là một loài bọ cánh cứng trong họ Cerambycidae.